# Nuclear War Now! Productions
Nuclear War Now! Productions ist ein DIY-Plattenlabel und Tonträgervertrieb mit Sitz in Redwood City, Oakland, USA. Inhaber ist Yosuke Konishi.

## Geschichte
Im Jahr 2001 nahm Konishi mit einem MiniDisc-Rekorder ein Konzert der kanadischen Black-Metal-Band Blasphemy auf. Er holte die Erlaubnis der Band ein, die Aufnahme als Schallplatte zu veröffentlichen, und gründete zu diesem Zweck Nuclear War Now! Productions. Seitdem betreibt er das Label neben seinem Hauptberuf als Biotechnologe. Der Schwerpunkt des Labels liegt auf Veröffentlichungen weniger bekannter Bands aus den Genres Black Metal und Death Metal sowie Wiederveröffentlichungen vergriffener Tonträger und Alben von aufgelösten Interpreten. Die Auswahl wird nach den persönlichen musikalischen Vorlieben des Inhabers vorgenommen, kommerziell fokussiert es sich auf den europäischen Markt. 2009 und 2010 fand in Berlin das dreitägige Nuclear War Now! Festival statt. Weiterhin vertreibt Nuclear War Now! Productions Tonträger von Kleinstlabeln wie Kyrck Productions (Griechenland) sowie verschiedene Fanzines wie die nicht limitierte, finale Ausgabe des Slayer, für deren Vertrieb ausschließlich Nuclear War Now! Productions zuständig ist. 2012 fand das dreitägige Nuclear War Now! Festival erneut statt, zu diesem Anlass erschienen auch mehrere exklusive Picture Discs.

## Veröffentlichungen (Auswahl)
- 2002: Blasphemy · Live Ritual – Friday the 13th
- 2002: Black Witchery · Desecration of the Holy Kingdom
- 2003: VON · Satanic Blood Angel (Zusammenstellung von Demo- und Live-Aufnahmen)
- 2004: Asunder · A Clarion Call
- 2004: Sarcófago · I.N.R.I. (Wiederveröffentlichung)
- 2004: Sabbat · Live Sabbatical Hamaguri Queen
- 2006: Reencarnacion · 888 Metal (Wiederveröffentlichung)
- 2006: Nifelheim/Sadistik Exekution · Tribute to Slayer Magazine (Split-7”-EP)
- 2006: Abigail · Tribute to NME (7”)
- 2008: Proclamation · Messiah of Darkness and Impurity
- 2008: Order from Chaos · An Ending in Fire (Wiederveröffentlichung)
- 2008: Mystifier · Baphometic Goat Worship (LP-Box)
- 2009: Master’s Hammer · Ritual/Jilemnický okultista (Zusammenstellung)
- 2009: Proclamation · Execration of Cruel Bestiality
- 2009: SIXX · Sister Devil
- 2009: Nuclear War Now! (Kompilation)
- 2010: Blasphemophagher · …For Chaos, Obscurity and Desolation…
- 2010: Nuclear War Now! Live Ritual Volume 1 (DVD)
- 2010: Root · The Revelation (Wiederveröffentlichung)
- 2011: Winterblut · Der 6. Danach, Opus I: Leidenswege
- 2014: Nuclearhammer · Serpentine Hermetic Lucifer
- 2020: The Funeral Orchestra · Negative Evocation Rites